# Колман, Гленн
Гленн Колман (англ. Glenn Odem Coleman; 1887—1932) — американский художник и литограф, связанный со школой мусорных вёдер. Известен своими городскими пейзажами.

## Биография
Родился 18 июля 1887 года в Спрингфилде, штат Огайо (по другим данным — в 1881 году).
Рос в доме своих родителей в штате Индиана, куда они переехали. Его отец — Cassius M. Coleman, работал в индианаполисской газете; мать — Minnie Odem Coleman, была пианисткой и певицей. Жизнь Гленна протекала в промышленной части города, поэтому урбанизированные пейзажи стали в будущем объектом его творчества.
Учился в Industrial Training School. Его одноклассниками были иллюстратор Walter Jack Duncan (1881—1941), иллюстратор и писатель Robert Cortes Holliday (1880—1947), художник Robert J. Wildhack (1881—1940), художник и педагог Harry E. Wood (1879—1958). Не окончив школьную программу, Колман вынужден был самостоятельно зарабатывать на жизнь. В 1901 году числился иллюстратором Indianapolis Press, работал в качестве ученика художника. В 1905 году отправился в Нью-Йорк, где, чтобы выжить, занимался любой подходящей работой. Здесь нашел возможность продолжить своё художественное образование, учился у Уильяма Чейза, Эверетта Шинна и Роберта Генри, работал в студии Генри.
В Нью-Йорке он вступил в ассоциацию с другими художниками, получившую название Школа мусорных вёдер. В 1909 году издательство The Craftsman выпустило репродукции Колмана под названием Undercurrents of New York Life. В течение 1911—1917 годов художник сотрудничал с журналом социалистического толка The Masses, редактором которого был Макс Истмен, а художественным директором — Джон Слоан.
В середине 1920-х годов фокус работ Коулмана сместился от социальной среды города в сторону изображения его новой массивной архитектуры. Ближе к концу своей жизни художник переехал в Лонг-Айленд, создал здесь собственную студию и начал писать пейзажи. Он стал членом художественных сообществ Society of Independent Artists, New Society of Artists и Whitney Studio Club.
Умер 8 мая 1932 года в Нью-Йорке бездетным. Его отец, будучи вдовцом, умер спустя три месяца, таким образом прекратился их род.

## Труды
За свою относительно короткую художественную жизнь Гленн Коулман создал живописные и графические работы, изображающие современную жизнь в городе. Его произведения находятся в коллекциях нескольких музеев, включая Музей американского искусства Уитни и Бруклинский музей. Американский искусствовед Holger Cahill поместил его в одном ряду с Джоном Слоаном как лидеров среди художников-реалистов, чьи картины, офорты и литографии стали вкладом в американское современное искусство.

Некоторые работы
The Dock
The Empire State Building
The Mannetti Lane
The Arch